# Paratropus fungorum
Paratropus fungorum är en skalbaggsart som beskrevs av Lewis 1897. Paratropus fungorum ingår i släktet Paratropus och familjen stumpbaggar. Inga underarter finns listade i Catalogue of Life.